# گالف دیلی نیوز
گالف دیلی نیوز (عربی: غلف ديلي نيوز) روزانه اخبار خلیج فارس را منتشر می‌کند؛ این روزنامه به زبان انگلیسی در بحرین توسط گروه هلال منتشر و توزیع می‌شود. صاحب امتیاز گالف دیلی نیوز گروه هلال است که ۱۳ روزنامه و از جمله روزنامه اخبار خلیج را منتشر می‌کند. این روزنامه ۱۱۵۰۰ نسخه در روز چاپ می‌شود و دارای ۴۸ صفحه است.

## تاریخچه
روزنامه گالف دیلی نیوز اولین روزنامه انگلیسی زبان است که در بحرین منتشر می‌شود این روزنامه در سال ۱۹۷۸ توسط گروه هلال تأسیس شد. این روزنامه به دولت نزدیک است ولی خواستار اصلاحات سیاسی است. بعد از سال ۲۰۰۱ اضافه بر لیبرال‌ها تعدادی از اسلامیست‌ها نیز در این روزنامه کار می‌کنند.

## روزنامه‌نگاران
محمد العالی از بحرین و ساندیب سینغ جریوال و أفیناش ساکسینا از هند و باتریک سالومون از فیلیپین
روزنامه‌گاران سابق روزنامه: أمیرة الحسینی، طارق خنجی، نور تورانی و محمد محسن (بحرین)، أندیرا تشاند و سومان بابی (هند) و ریم أنطون (عراق) و یونیس دیل روزاریو (فیلیپین) و سارة ویکهام (انگلیس).